# John Jackson (jazzmuzikant)
John Jackson (1910 – 1984) was een Amerikaanse jazzmuzikant (saxofoon, klarinet) van de Kansas City Jazz.

## Biografie
Jackson speelde vanaf midden jaren 1930 klarinet bij Teddy Wilson (Pennies from Heaven, met Billie Holiday). Sinds de herfst van 1940 was hij als altsaxofonist lid van de band van Jay McShann, aan wiens opnamen voor Decca Records hij meewerkte (Hootie Blues, met Charlie Parker, maar ook op de Parker-compositie The Jumpin' Blues, waar hij i.p.v. Parker de solo speelde). In 1944 wisselde hij naar Billy Eckstine and His Orchestra, waar hij met Gene Ammons, Sonny Stitt, Dexter Gordon en Leo Parker de houtblazerssectie vormde. Begin 1946 nam hij op met Cootie Williams (When My Baby Left Me, Echoes Of Harlem). Jackson was daarna tot het eind van het decennium betrokken bij verdere plaatopnamen met Louis Jordan en Walter Brown. Hij was tussen 1936 en 1949 betrokken bij 17 opnamesessies. Hij behoorde ook later nog tot het jazzcircuit van Kansas City.

## Overlijden
Jackson overleed in 1984 op 74-jarige leeftijd.